# Bondage (film fra 1917)
Bondage er en amerikansk stumfilm fra 1917 af Ida May Park.

## Medvirkende
- Dorothy Phillips som Elinor Crawford
- William Stowell som Evan Kilvert
- J.B. MacLaughlin som Bertie Vawtry
- Gretchen Lederer som Francesca Taft
- Gertrude Astor som Eugenia Darth